# Église de Grèce
Pour les articles homonymes, voir Église grecque orthodoxe.

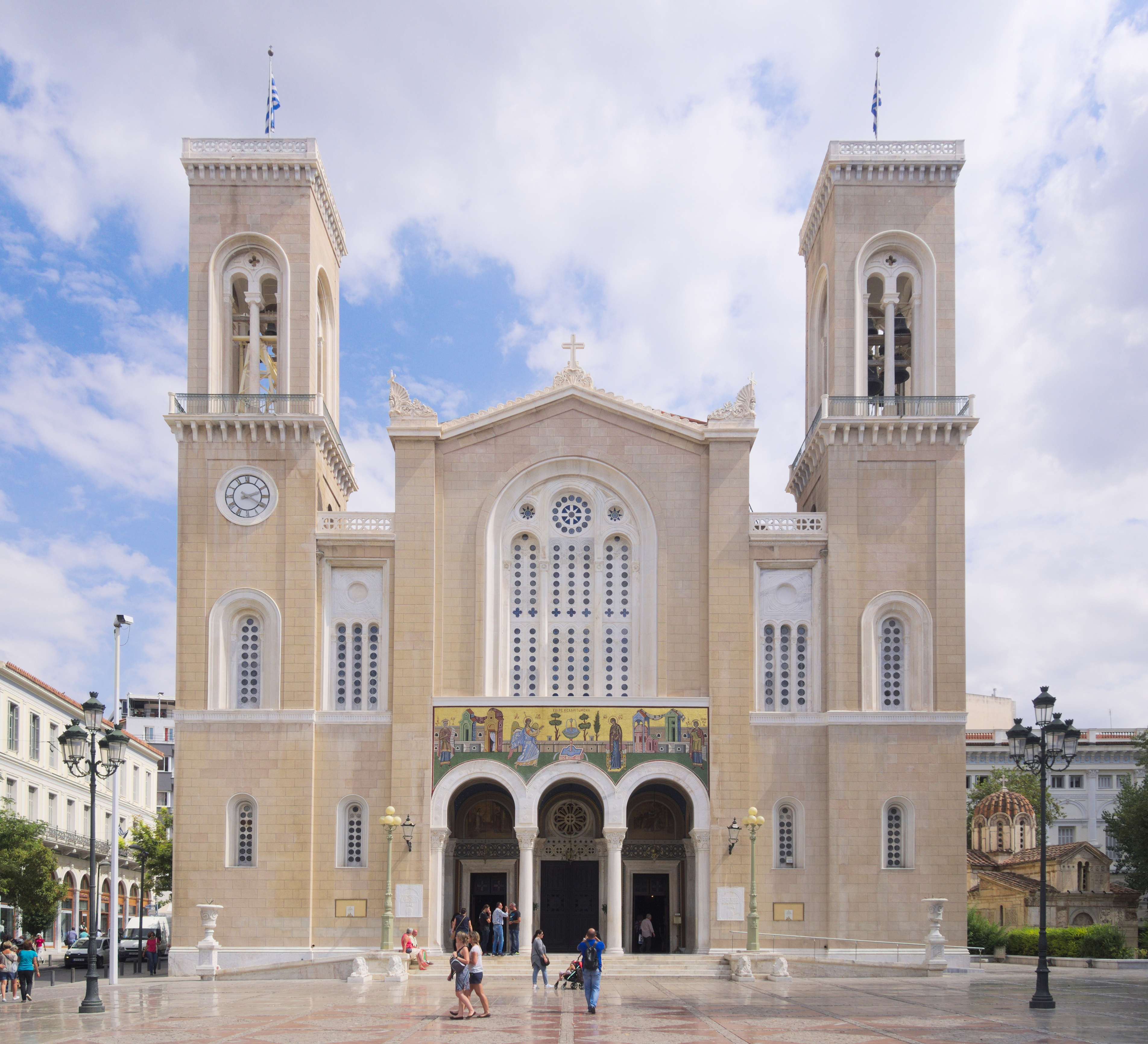
La cathédrale d'Athènes (à droite de la photo, l'église byzantine Saint-Eleuthère).

L’Église de Grèce est une juridiction autocéphale canonique de l'Église orthodoxe.
Sa juridiction ne couvre, malgré son nom, qu'une partie du territoire de la Grèce, le reste relevant du Patriarcat œcuménique de Constantinople, une partie des évêques relevant de celui-ci participant toutefois au Saint-Synode et à la vie de l'Église de Grèce (cf. Organisation de l'Église orthodoxe en Grèce).
Le chef de l’Église de Grèce porte depuis 1923 le titre d'Archevêque d'Athènes et de toute la Grèce. Son titulaire actuel est Hiéronyme II d'Athènes, auparavant métropolite de Thèbes. Il est à la fois le chef, responsable de l'archevêché d'Athènes (dont le territoire s'étend sur dix-huit municipalités de l'Attique), et le primat chargé de présider le Saint-Synode de l'Église de Grèce (80 évêques).

## Définitions
- L’Église de Grèce est une Église orthodoxe autocéphale, formée en 1833, dont la juridiction directe est réduite au territoire de la Grèce tel qu'il existait avant les guerres balkaniques de 1912-13
- L'« Église orthodoxe grecque » (ou « Église grecque-orthodoxe ») est un terme désignant collectivement toutes les Églises orthodoxes de culture grecque, dont la langue liturgique et le clergé sont grecs, notamment les Églises orthodoxes de Constantinople, d'Alexandrie, de Jérusalem, de Chypre, d'Albanie et, historiquement, d'Antioche.
- Le terme d'« Église grecque » est historiquement utilisé pour désigner l'ensemble des Églises suivant le rite byzantin, c'est-à-dire toutes les 14 (16) Églises orthodoxes ainsi que les 14 Églises grecques-catholiques, qui sont des Églises catholiques orientales.

## Histoire
L'Église de Grèce est autocéphale sur la base de Tomos pour l'autocéphalie de l'Église de Grèce. Le tomos date du 29 juin 1850 et est inscrit dans le droit grec par une loi du 9 juillet 1852, qui est également inscrite dans l'actuelle constitution de la Grèce.

## Organisation

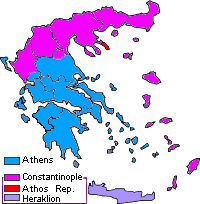
Implantation territoriale des différentes Églises orthodoxes en Grèce.
En Bleu : Église orthodoxe autocéphale de Grèce
En Violet : « Nouvelles Terres » dépendant directement du Patriarcat œcuménique de Constantinople, dont dépendent également : la République monastique du Mont Athos (en Rouge) et l'Église de Crète (en Lilas).

Le territoire de cette Église est, à quelques détails près, celui que connaissait la Grèce avant son extension territoriale de 1912. La Crète, le Dodécanèse et le Mont Athos ne sont pas sous sa juridiction, mais relèvent du Patriarcat œcuménique de Constantinople, tout comme les « Nouvelles Terres » annexées après 1912 (l'Épire à l'exception d'Arta, la Macédoine grecque, la Thrace occidentale, ainsi que les îles d'Égée-Septentrionale) : leurs évêques participent « temporairement » aux synodes de l'Église de Grèce.
L'Archevêque d'Athènes et de toute la Grèce est élu par le Saint-Synode de l'Église, réunissant les 80 évêques métropolites (44 de l'« ancienne Grèce » et 36 des « Nouvelles Terres »). Si aucun candidat n'obtient plus de 50 % au premier tour, un second tour est organisé et le candidat recueillant le plus de voix est élu. Les évêques (métropolites) de Crète et du Dodécanèse ne participent pas à la vie de l'Église de Grèce et ne prennent pas part à cette élection.
Le Saint-Synode est l'instance dirigeante de l'Église de Grèce. Il siège à côté de l'église des Taxiarques, dans le quartier de l'hôpital Évangelismos à Athènes.
Le signe « Tau Phi » ("TΦ") n'appartient pas à l'Église de Grèce. Il signifie « Taphos », c'est-à-dire Saint Sépulcre. Il est apposé sur les dépendances du Patriarcat orthodoxe de Jérusalem (voir Organisation de l'Église orthodoxe en Grèce).

## Traitements
Le vendredi 7 septembre 2012, le Secrétariat général aux affaires religieuses du gouvernement grec a rendu publics les traitements des ecclésiastiques séculiers de Grèce, payés par l'État hellénique, afin de couper court aux protestations à la suite de l'annonce que ces traitements ne seraient pas touchés par la baisse générale des traitements des fonctionnaires grecs. À titre de comparaison, le salaire minimum en Grèce en 2012 est de 586 €.
- Un prêtre en début de carrière touche 770 € (1 092 € avant impôt)
- Un prêtre avec dix ans d'ancienneté touche 1 032 € (1 381 € avant impôt)
- Un évêque métropolite avec trente ans d'ancienneté touche 1 750 € (2 543 € avant impôt)
- L'archevêque d'Athènes touche 2 217 € (2 972 € avant impôt)

À ces sommes s'ajoutent toutefois des pourcentages perçus sur les deniers du culte versés par les fidèles et destinés aux frais généraux tels que déplacements, coûts des rituels des sacrements et autres. Une autre source de revenus pour l'archevêché d'Athènes et de toute la Grèce est la perception de loyers pour l'usage des nombreux biens immobiliers qu'il possède.

#### Dans l'Église de Grèce
- Organisation de l'Église orthodoxe en Grèce
- Liste des primats de l'Église de Grèce
- Liste des membres du Saint-Synode de l'Église de Grèce

#### Hors de l'Église de Grèce mais en communion avec elle
- République monastique du Mont Athos
- Église de Crète

#### Communautés dissidentes
- Églises orthodoxes vieilles-calendaristes de Grèce